# إليانور مارغريت غرين
إليانور مارغريت غرين (بالإنجليزية: Eleanor Margaret Green)‏ هي أرستقراطية أمريكية، ولدت في 5 نوفمبر 1895 في نيويورك في الولايات المتحدة، وتوفيت في 3 يوليو 1966 في كوبنهاغن في الدنمارك.